# مطار كيابي
مطار كيابي هو مطار للاستخدام العام يقع بالقرب من كيابي في إقليم شاري الأوسط في تشاد.

## روابط خارجية
- سجل مطار كيابي نسخة محفوظة 20 مايو 2018 على موقع واي باك مشين. في Landings.com